# Harqins vänstra flank
Harqins vänstra flank är ett autonomt härad för mongoler som lyder under Chaoyangs stad på prefekturnivå i Liaoning-provinsen i nordöstra Kina. Det ligger omkring 290 kilometer väster om provinshuvudstaden Shenyang. 